# Marcus Aurelius Claudianus

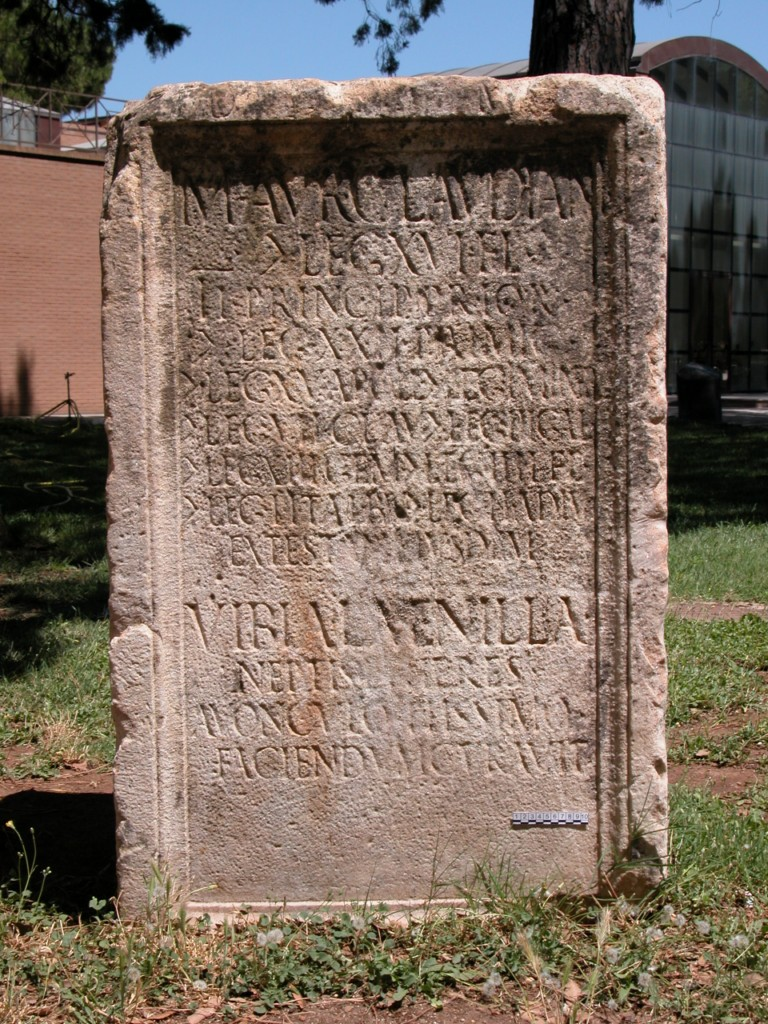
Der Grabstein mit der Inschrift

Marcus Aurelius Claudianus war ein im 3. Jahrhundert n. Chr. lebender Angehöriger der römischen Armee. Durch eine Inschrift, die in Ostia Antica gefunden wurde, ist seine militärische Laufbahn bekannt, die als cursus inversus, d. h. in absteigender Reihenfolge wiedergegeben ist.
Claudianus diente als Centurio in den folgenden Legionen (in dieser Reihenfolge): in der Legio II Adiutrix, die ihr Hauptlager in Aquincum in der Provinz Pannonia inferior hatte, in der Legio I Italica, die ihr Hauptlager in Novae in Moesia inferior hatte, in der Legio IIII Flavia, die ihr Hauptlager in Singidunum in Moesia superior hatte, in der Legio XIII Gemina, die ihr Hauptlager in Apulum in Dacia hatte, in der Legio III Gallica, die ihr Hauptlager in Raphaneia in Syria hatte, in der Legio VII Claudia, die ihr Hauptlager in Viminatium in Moesia superior hatte, in der Legio I Minervia, die ihr Hauptlager in Bonna in der Provinz Germania inferior hatte, in der Legio XV Apollinaris, die ihr Hauptlager in Satala in der Provinz Cappadocia hatte, in der Legio XXII Primigenia, die ihr Hauptlager in Mogontiacum in der Provinz Germania superior hatte und zuletzt in der Legio XVI Flavia Firma, die ihr Hauptlager in Samosata in der Provinz Syria hatte.
Claudianus diente in der Legio I Italica als Centurio auf zwei verschiedenen Positionen (centurioni legionis I Italicae bis) und erreichte in der Legio XVI Flavia Firma die Position eines secundus princeps prior (centurioni legionis XVI Flaviae II principi priori).
James Robert Summerly datiert die Laufbahn von Claudianus in die erste Hälfte des 3. Jahrhunderts. Florian Matei-Popescu datiert seine Laufbahn in das 2. oder 3. Jahrhundert.